# Jubileumstadion
Jubileumstadion (Mordvinien Arena) är en fotbollsarena i Saransk med en kapacitet på 45 015 åskådare. Arenan är FC Mordovia Saransks hemmaarena. Arenan färdigställdes inför fotbolls-VM 2018, där ett antal matcher spelas.